# 小行星10717
小行星10717（10717 Dickwalker）是一颗绕太阳运转的小行星，为主小行星带小行星。该小行星于1983年12月1日发现。

## 轨道参数
小行星10717的轨道半长轴为2.2912605 UA，离心率为0.171。